# Animering
Animering eller animationsteknik (från latin: ge själ eller levandegöra) syftar på en process där man visar en sekvens av tvådimensionella eller tredimensionella konstverk eller figurer i snabb följd för att skapa en rörlig bild. Den synvillan beror på ögats tröghet (eller så kallad Beta movement), samma fenomen som gör att vagnshjul som snurrar vid en viss hastighet verkar snurra åt motsatt håll. Stillbilderna kan tecknas, fotograferas, datoranimeras eller görs med dockor eller andra modeller (via stop motion). Den vanligaste metoden att visa animering är som en film eller på TV, men flera andra möjligheter finns. Utanför renodlade animerade filmer används animationstekniker även för att skapa specialeffekter i spelfilm.
Att framställa animerad film är mycket arbetsintensivt och kräver skicklighet, noggrannhet och mycket tålamod. Det är därför också dyrt. En vanlig animerad långfilm med ungefär 24 rutor per sekund kräver c:a 130 000 individuella bilder. Med dator och genvägar kan animeringsarbetet förenklas mycket. Men animering är ändå till största delen ett hantverk.

## Historia

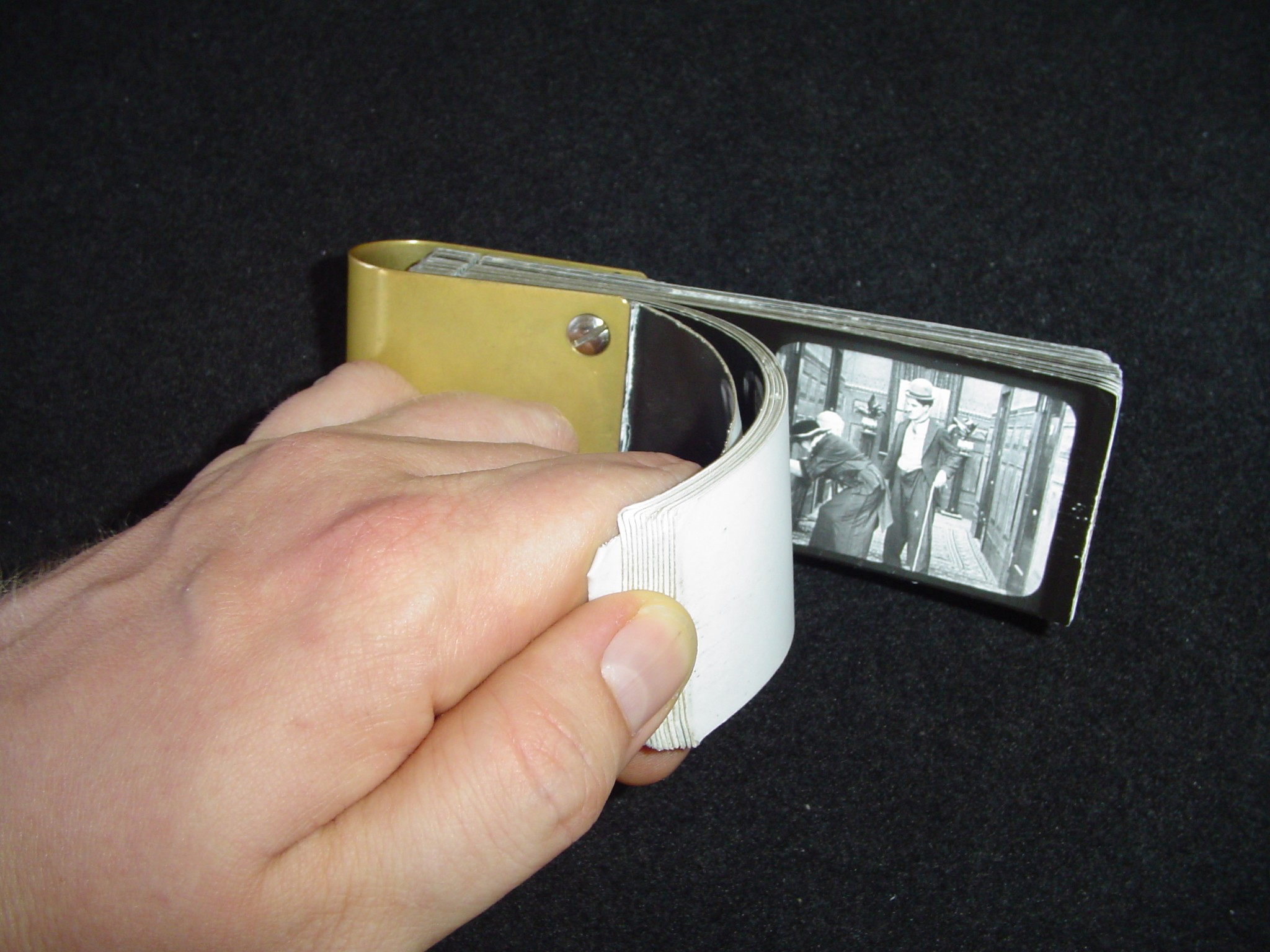
En blädderfilm.

Tidiga försök att avbilda rörelse finns i grottmålningar från den paleolitiska eran, där djur avbildas med många ben i överlappande positioner för att visa på rörelse. 
En 5 200 år gammal jordskål som återfunnits i Shahr-i Sokhta i Iran har fem bilder av en get på sidan. Detta har kallats ett exempel på tidig animering.  Eftersom det inte funnits några verktyg för att se bilderna i rörelse, kan en sådan serie bilder inte kallas animering i ordets rätta bemärkelse. 
I Kina uppfanns redan 180 e.Kr. en zoetrop-liknande apparat..
Under 1700-talet blev fenakistoskop, praxinoskop och blädderfilmer populära animeringsförsök. De här metoderna försökte skapa rörelse från sekvenser av teckningar genom tekniska lösningar, men animeringen utvecklades egentligen inte mycket förrän de första filmerna. Även om det inte finns någon som "uppfann" filmanimeringen, eftersom flera höll på med olika typer av animering vid samma tid, var en av de mest kända George Méliès. Han råkade upptäcka en teknik när en kamera gick sönder medan han filmade en buss som passerade, och kameran startade när en likvagn var på samma plats. Transformationen fick Méliès att experimentera vidare med tekniken.
Amerikanen J. Stuart Blackton använde sig av tekniken stop motion och teckningar i ett flertal filmer omkring år 1900, till exempel Humorous Phases of Funny Faces (1906), anges ofta som en av de första riktiga animerade filmerna. 

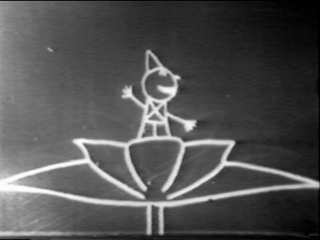
Ur Fantasmagorie av Emile Cohl, 1908

Fransmannen Émile Cohl skapade 1908 en film kallad Fantasmagorie. Filmen handlar om en streckfigur som möter olika saker som transformeras, men även delar där verkliga saker, såsom tecknarens händer, dyker upp i bild. Bilderna ritades på papper och fördes över till negativ film, vilket inte bara gjorde att filmen såg ut att vara ritad på en svart tavla, utan också gör den till världens första film som använde det som senare skulle kallas traditionell animering, d.v.s. handtecknad animering.
Animerade kortfilmer, så kallade tecknade kortfilmer, blev en egen industri på 1910-talet och visades på biografer. Den mest framgångsrika producenten under den här perioden var John Randolph Bray, som tillsammans med tecknaren Earl Hurd, patenterade cell-animeringsprocessen, som dominerade branschen resten av decenniet. 
En pionjär i sammanhanget är UPA, United Productions of America, som i konkurrens med Walt Disney började tillämpa en mer abstrakt stil än Disneys starkt naturalistiska. Genom förenklade bilder tilläts publiken läsa in mer egna känslor och tankar samtidigt som varje bild krävde mindre arbete och därmed blev billigare och snabbare och framställa. Förenklade animationstekniker har gjort att produktionskostnaderna sjunkit och det massproduceras animationer som sänds ut via TV och Internet dygnet runt.

## Tekniker

### Traditionell animering

Ett exempel på traditionell animering, en häst som rotoskoperats från Eadweard Muybridges 1800-talsfotografier.

Traditionell animering (även cell-animering eller handtecknad animering) var den process som användes för de flesta animerade filmer under 1900-talet. De enskilda rutorna i en traditionell animerad film är fotografier av teckningar, som först tecknats på papper. För att skapa en illusion av rörelse, skiljer sig teckningarna lite från varandra. Teckningarna kopieras på transparenta acetatblad som kallas celler, som fylls i med färger. Alla celler fotograferas för sig på film mot en målad bakgrund med en särskild kamera.
I början av 2000-talet blev det traditionella sättet ersatt när tecknarnas figurer och bakgrunder antingen scannas in eller ritas direkt i en dator. Olika datorprogram används för att färglägga och simulera kamerarörelser och -effekter. Produkten kan sedan föras över till vanlig 35 mm-film eller nyare media som DVD.
Exempel på traditionellt animerade långfilmer inkluderar Pinocchio (USA, 1940), Djurfarmen (Storbritannien, 1954) och Akira (Japan, 1988). Traditionellt animerade filmer som producerats med hjälp av datorer inkluderar Lejonkungen (USA, 1994) Sen to Chihiro no Kamikakushi (Spirited Away) (Japan, 2001), Skattkammarplaneten (USA, 2002) och Trion från Belleville (2003).

### Stop motion

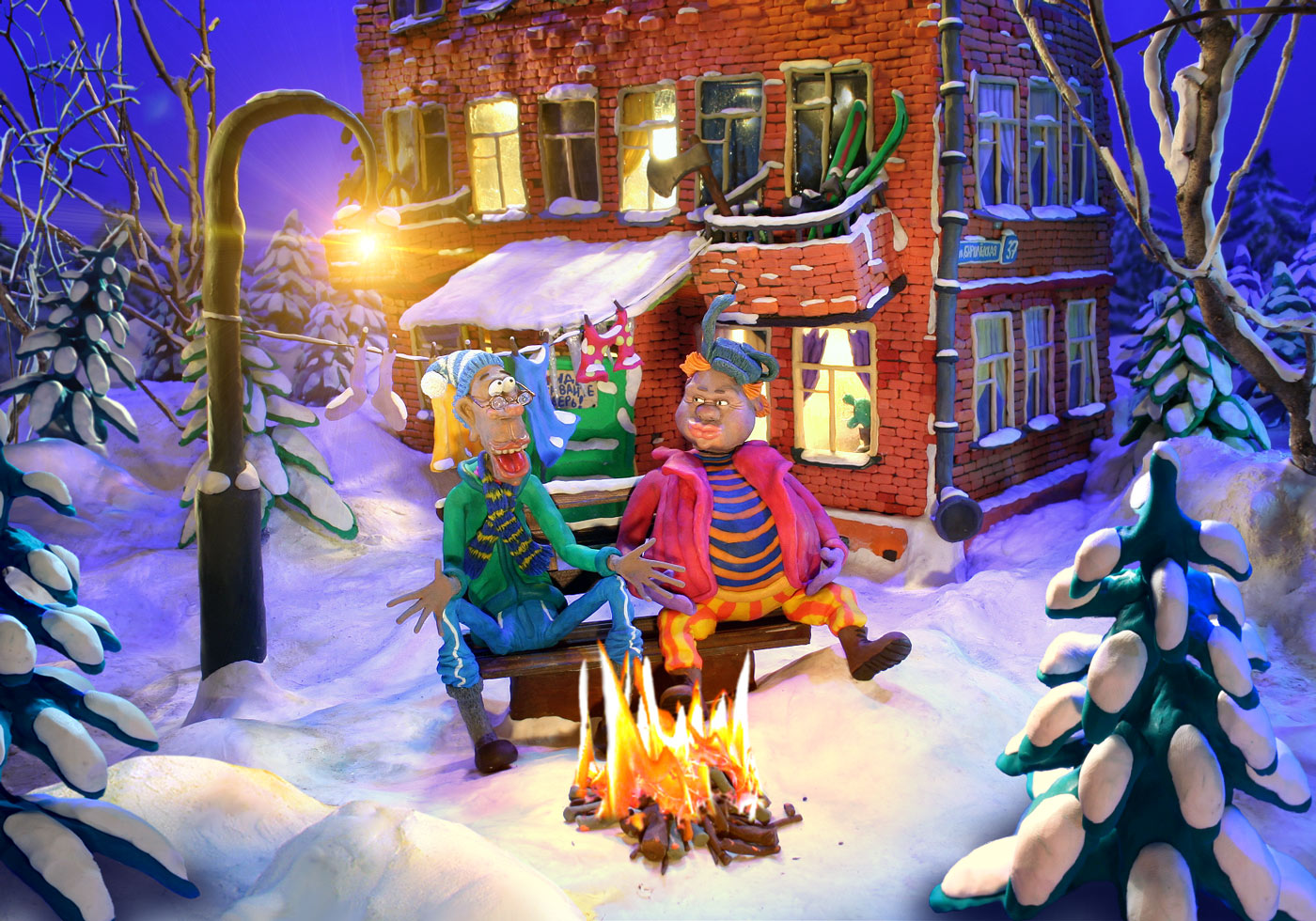
En leranimerad scen från en rysk animation

Stop motion är en teknik där man fysiskt flyttar verkliga objekt och fotograferar dem en ruta i taget för att skapa illusionen av rörelse. Det finns flera olika metoder, vanligtvis efter de objekt som används, till exempel dockanimering, leranimering, klippdockor, eller go motion. Brickfilm använder till exempel Lego.

### Datoranimation

En kort gif-animering

Det finns många olika tekniker av datoranimering.